# Dryopteris commixta
Dryopteris commixta är en träjonväxtart som beskrevs av Tag. Dryopteris commixta ingår i släktet Dryopteris och familjen Dryopteridaceae. Inga underarter finns listade.